# Шойдум
Шойду́м (рос. Шойдум, марій. Шойдӱҥ) — присілок у складі Куженерського району Марій Ел, Росія. Входить до складу Русько-Шойського сільського поселення.

## Населення
Населення — 127 осіб (2010; 149 у 2002).
Національний склад (станом на 2002 рік):
- марі — 98 %